# Graphania sistens
Graphania sistens är en fjärilsart som beskrevs av Achille Guenée 1868. Graphania sistens ingår i släktet Graphania och familjen nattflyn. Inga underarter finns listade i Catalogue of Life.